# Festival OTI de la Canción 1975
Het OTI Festival 1975 was de vierde editie van het OTI Festival, georganiseerd door de Organización de Televisión Iberoamericana. de wedstrijd werd georganiseerd door het winnende land van het jaar voordien, Puerto Rico. Mexico won al voor de tweede keer, met het lied La Felicidad.
El Salvador trok zich terug en Argentinië keerde na één jaar afwezigheid terug.
| Land                                                            | Artiest              | Lied                                   | Plaats | Ptn |
| --------------------------------------------------------------- | -------------------- | -------------------------------------- | ------ | --- |
| Mexico                                                          | Gualberto Castro     | La Felicidad                           | 1      | 20  |
| Spanje                                                          | Cecilia              | Amor de medianoche                     | 2      | 14  |
| Venezuela                                                       | Mirla Castellanos    | Soy como el viento, soy como el mar    | 3      | 10  |
| Colombia                                                        | Leonor González Mina | Campesino de ciudad                    | 3      | 10  |
| Chili                                                           | Osvaldo Díaz         | Las puertas del mundo                  | 5      | 5   |
| Verenigde Staten                                                | José Antonio         | Para ganar tu corazón                  | 5      | 5   |
| Puerto Rico                                                     | Los Hispanos         | Dónde vas, amigo                       | 5      | 5   |
| Brazilië                                                        | Raphael              | Deseo                                  | 8      | 4   |
| Nicaragua                                                       | Mauricio Peña        | Quiero agradecer al mundo              | 8      | 4   |
| Peru                                                            | Gladys Mercado       | Qué lindo es el amor                   | 10     | 3   |
| Argentinië                                                      | Marti Cosens         | Dos habitantes                         | 10     | 3   |
| Nederlandse Antillen                                            | George Willems       | Una flor en el balcón                  | 10     | 3   |
| Uruguay                                                         | Ricardo Montaña      | Quiero nacer                           | 10     | 3   |
| Guatemala                                                       | Mario Vives          | Vivirás pensando en alguien mas        | 14     | 2   |
| Dominicaanse Republiek                                          | Luchi Vicioso        | La vida está intranquila               | 14     | 2   |
| Panama                                                          | Pablo Azael          | Tú y yo                                | 14     | 2   |
| Bolivia                                                         | Oscar Roca           | Por esas cosas te amo                  | 17     | 0   |
| Honduras                                                        | Eduardo Fuentes      | Trataré de olvidarte                   | 17     | 0   |
| Ecuador                                                         | Miriam Constante     | Quiero componer el mundo con mis manos | 17     | 0   |
| Gaststad: Estudios Canal 2 Telemundo - Puerto Rico, Puerto Rico |                      |                                        |        |     |

1972 · 1973 · 1974 · 1975 · 1976 · 1977 · 1978 · 1979 · 1980 · 1981 · 1982 · 1983 · 1984 · 1985 · 1986 · 1987 · 1988 · 1989 · 1990 · 1991 · 1992 · 1993 · 1994 · 1995 · 1996 · 1997 · 1998 · 2000